# Itacaranha
Itacaranha é um bairro do subúrbio ferroviário da cidade de Salvador. Tem como vizinhos os bairros de  Plataforma, Escada, Ilha Amarela, Alto da Terezinha. O nome é de origem indígena: ita = Pedra, caranha = espécie de peixe muito importante para os índios tupinambás enquanto habitaram a localidade.

## História
O lugar é rico em água mineral. Ali havia muitas chácaras. Uma bica de água mineral, a Fonte de Itacaranha, de estilo barroco, foi construída no final do século XVII e início do século XVIII (entre 1685 e 1729). De águas cristalinas até os dias de hoje, a fonte abastecia toda a fazenda e agregados que viviam na região e já foi registrada pelo IPAC (Instituto de Patrimônio Artístico e Cultural). Acredita-se que outras fontes existiram, mas foram destruídas ao longo do processo de ocupação de terras e inchaço urbano na orla da Baía de Todos os Santos. A fonte é um recurso usado por alguns moradores da região quando é suspenso o fornecimento de água. A bica é a prova da existência de um grande lençol freático que passa sob a região.[carece de fontes?]
Itacaranha já abrigou uma grande lagoa - a lagoa Dourada. A lagoa foi aterrada aos poucos para construções de moradias, e hoje existe um campo de futebol bem ao lado de sua nascente. O campo, por sua vez, tem o nome de "campo da lagoa dourada", hoje conhecido somente por campo da lagoa. Outra característica geográfica que desapareceu foram as dunas, que, com a duplicação da linha férrea, deixaram de existir. Com o crescimento populacional as chácaras da região também foram dando lugar a loteamentos urbanos. Itacaranha é a terceira praia dos subúrbios ferroviários de Salvador. Suas águas são claras e tranquilas, propícias para o banho.
O historiador Cid Teixeira morou no local, e o falecido senador Antônio Carlos Magalhães, na sua juventude, também frequentou a localidade.

## Demografia
Foi listado como um dos bairros mais perigosos de Salvador, segundo dados do Instituto Brasileiro de Geografia e Estatística (IBGE) e da Secretaria de Segurança Pública (SSP) divulgados no mapa da violência de bairro em bairro pelo jornal Correio em 2012. Ficou entre os mais violentos em consequência da taxa de homicídios para cada cem mil habitantes por ano (com referência da ONU) ter alcançado o terceiro nível mais negativo, com o indicativo de "31-60", sendo um dos piores bairros na lista.